# Panda (песня)
«Panda» (с англ. — «Панда») — песня американского рэпера Desiigner'а, выпущенная в качестве его дебютного сингла 15 декабря 2015 года. После выпуска композиция обрела определённую популярность, однако получила широкую известность лишь после того, как её заметил Канье Уэст и использовал в качестве семпла в своей композиции «Father Stretch My Hands Pt. 2». После этого «Panda» стала хитом в США, поднявшись на первую строчку чарта Billboard Hot 100, а также попала в чарты двух десятков других стран. В ряде стран, в том числе и в США, сингл получил статус платинового.

## История создания
Инструментал к данной композиции был создан начинающим продюсером из Манчестера Эднаном «Menace» Ханом (англ. Adnan Khan). По словам продюсера, на его создание у него ушло два часа, поскольку он исполнен «в стиле, с которым [Menace] уже был знаком». Создав его, Menace выложил его в интернет. В 2014 году, через своего менеджера, с ним связался Desiigner и купил данный инструментал за 200 долларов.
Идея композиции «Panda» пришла к рэперу во время игры в Grand Theft Auto V. Desiigner, по его словам, записал композицию за два дня, однако опубликовал финальную версию лишь через несколько месяцев. «Я не записываю музыку в спешке. Я не выкладываю ничего, если оно ещё не готово», — заявил рэпер.

## Особенности композиции

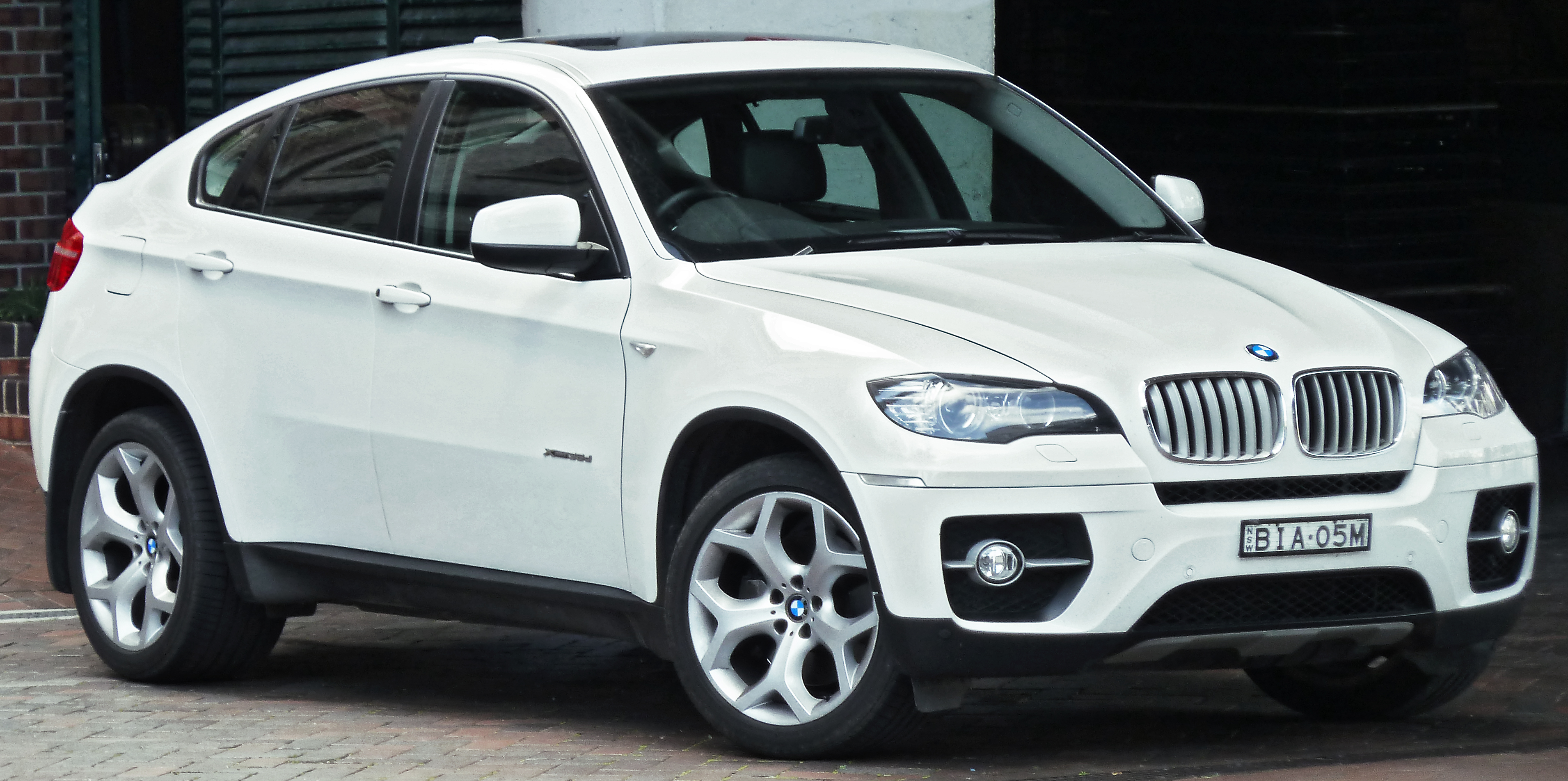
Белый BMW X6, который рэпер сравнивает с пандой

«Panda» — трэп-композиция. Музыкальные критики отмечали, что она похожа на творчество рэпера Future. Основой для названия композиции и текста хука стало сходство автомобиля BMW X6 и панды, отмеченное рэпером во время игры в Grand Theft Auto V. По словам журнала Rolling Stone, композиция «отражает желание подростка получить дорогие автомобили и девушек».
Одной из особенностей композиции, которую отметили как слушатели, так и критики, является трудноразличимое произношение бруклинского рэпера, характерное для южных рэперов. В связи с этим в мае 2016 года, совместно с сайтом Genius, Desiigner выпустил видео, в котором медленно прочитал текст песни.

## Релиз
Композиция «Panda» была выпущена 15 декабря 2015 года. Она стала относительно популярной, однако не имела большого успеха. Несмотря на это, её услышал Канье Уэст, после чего он решил использовать отрывок из неё в качестве семпла для композиции «Father Stretch My Hands Pt. 2» со своего седьмого студийного альбома The Life of Pablo. После выхода альбома композиция «Panda» обрела неожиданный успех.
В феврале 2016 года было объявлено, что Desiigner подписал контракт с лейблом Канье Уэста GOOD Music. Продюсер композиции, Menace, также подписал контракт, с лейблом Stellar Songs.
26 февраля 2016 года «Panda» был перевыпущена в качестве сингла лейблом GOOD Music. 12 марта 2016 года она попала в чарт Billboard Hot 100, где начала постепенно подниматься на верхние позиции. 25 апреля она поднялась на первую строчку чарта, где продержалась две недели. Desiigner стал первым нью-йоркским рэпером со времён Jay-Z, с его композицией «Empire State of Mind», поднявшимся на первую строчку Billboard Hot 100. Всего «Panda» продержалась в первой десятке хит-парада 17 недель и получила статус платинового как в США, так и в ряде других стран.
На композицию «Panda» был выпущен ряд неофициальных ремиксов. В числе музыкантов, выпустивших ремиксы: T-Pain, Uncle Murda, Montana of 300, Dave East, Lupe Fiasco, Papoose, Джоэл Ортис, Meek Mill, Lil’ Kim и Maino. В июне Канье Уэст анонсировал официальный 15-минутный ремикс, в записи которого примут участие все артисты лейбла GOOD Music.
В мае был выпущен клип на композицию «Panda», в котором в роли-камео снялся Канье Уэст. Клип был впервые представлен в сервисе потокового вещания Tidal. В июле он был номинирован на премию MTV Video Music Awards как лучшее хип-хоп-видео.

## Критика
Композиция «Panda» была отмечена музыкальными критиками. AllMusic назвал её «в равной степени понятной и заразительной». Журнал XXL отметил «быструю и плавную читку» рэпера. HipHopDX отметил «пьянящий инструментал и энергичную читку» рэпера. Rolling Stone поместил «Panda» в список 30 лучших песен первой половины 2016 года, упомянув «подобную Future читку и зловещий трэп-инструментал». В то же время, по мнению журнала Spin, успех данной композиции — заслуга Канье Уэста, а не самой композиции.

## Чарты
| Чарт (2016)                     | Высшая позиция |
| ------------------------------- | -------------- |
| ARIA                            | 7              |
| Ö3 Austria Top 40               | 19             |
| Ultratop — Валлония             | 31             |
| Ultratop — Фландрия             | 13             |
| UK R&B Chart                    | 2              |
| UK Singles Chart                | 7              |
| Single Top 40                   | 29             |
| Offizielle Deutsche Charts      | 13             |
| Tracklisten                     | 10             |
| Irish Singles Chart             | 16             |
| FIMI Singles Chart              | 25             |
| Canadian Hot 100                | 4              |
| Lebanese Top 20                 | 16             |
| Mega Single Top 100             | 8              |
| Dutch Top 40                    | 15             |
| RIANZ                           | 4              |
| VG-lista                        | 14             |
| AFP                             | 9              |
| Billboard Hot 100               | 1              |
| Billboard Hot R&B/Hip-Hop Songs | 1              |
| Billboard Mainstream Top 40     | 21             |
| Billboard Rhythmic Airplay      | 2              |
| Suomen virallinen lista         | 10             |
| SNEP                            | 16             |
| Sverigetopplistan               | 11             |
| Schweizer Hitparade             | 12             |
| Scottish Singles Top 40         | 7              |
| EMA                             | 9              |

## Сертификации
| Страна                 | Сертификат    | Продажи   |
| ---------------------- | ------------- | --------- |
| Австралия (ARIA)       | 2× Платиновый | 140 000   |
| Великобритания (BPI)   | Золотой       | 400 000   |
| Дания (IFPI)           | Золотой       | 30 000    |
| Италия (FIMI)          | Платиновый    | 50 000    |
| Канада (MC)            | Платиновый    | 80 000    |
| Новая Зеландия (RIANZ) | Платиновый    | 15 000    |
| США (RIAA)             | Платиновый    | 1 309 000 |
| Швеция (GFL)           | 2× Платиновый | 80 000    |